# Дюранд (містечко, Вісконсин)
Дюранд (англ. Durand) — місто (англ. town) в США, в окрузі Пепін штату Вісконсин. Населення — 710 осіб (2020).

## Демографія
Згідно з переписом 2010 року, у місті мешкали 742 особи в 270 домогосподарствах у складі 217 родин. Було 284 помешкання
Расовий склад населення:
| - 97,3 % — білих - 0,7 % — чорних або афроамериканців - 0,4 % — корінних американців - 0,3 % — азіатів |

До двох чи більше рас належало 1,1 %. Частка іспаномовних становила 0,9 % від усіх жителів.
За віковим діапазоном населення розподілялося таким чином: 25,5 % — особи молодші 18 років, 63,7 % — особи у віці 18—64 років, 10,8 % — особи у віці 65 років та старші. Медіана віку мешканця становила 40,5 року. На 100 осіб жіночої статі у місті припадало 101,6 чоловіків;  на 100 жінок у віці від 18 років та старших — 97,5 чоловіків також старших 18 років.
Середній дохід на одне домашнє господарство  становив 75 849 доларів США (медіана — 63 750), а середній дохід на одну сім'ю — 84 856 доларів (медіана — 76 250). Медіана доходів становила 43 333 долари для чоловіків та 35 556 доларів для жінок. За межею бідності перебувало 6,7 % осіб, у тому числі 6,4 % дітей у віці до 18 років та 7,6 % осіб у віці 65 років та старших.
Цивільне працевлаштоване населення становило 362 особи. Основні галузі зайнятості: освіта, охорона здоров'я та соціальна допомога — 21,3 %, виробництво — 17,4 %, роздрібна торгівля — 14,6 %.